# Jan Apokaukos
Jan Apokaukos (grec.  Ἱωάννης Ἀπόκαυκος, zm. 1345) – bizantyński polityk, megas primikerios 1343-1345, zarządca Tesaloniki 1343-1345. 

## Życiorys
Był synem z pierwszego małżeństwa Aleksego Apokaukosa. W 1343 został wyznaczony przez ojca zarządcą Tesaloniki w imieniu regentki Anny Sabaudzkiej. Po śmierci ojca ogłosił się zwolennikiem Jana VI Kantakuzena. Zaproponował mu oddanie miasta. Usiłował stawić czoło pozycji Zelotów, niechcących dopuścić do zajęcia miasta przez Kantakuzena. po usunięciu ich przywódcy Michała Paleologa został przez nich zamordowany przed marcem 1345 roku. 